# Pershore
Pershore är en stad och civil parish i Wychavon i Worcestershire i England. Orten har 7 065 invånare (2011). Byn nämndes i Domedagsboken (Domesday Book) år 1086, och kallades då Persore.